# Hagedet
 Hagedet  es una comuna y población de Francia, en la región de Mediodía-Pirineos, departamento de Altos Pirineos, en el distrito de Tarbes y cantón de Castelnau-Rivière-Basse.
Su población en el censo de 1999 era de 40 habitantes.
Está integrada en la Communauté de communes Les Castels.

## Demografía
| 51 | 53 | 42 | 34 | 43 | 40 |
| Para los censos de 1962 a 1999 la población legal corresponde a la población sin duplicidades (Fuente: INSEE [Consultar]) |    |    |    |    |    |